# Francesco Piu
Francesco Piu (Sassari, 12 giugno 1981) è un cantautore e chitarrista italiano di genere blues.

## Biografia
Cresciuto ad Osilo, in provincia di Sassari, studia la chitarra da autodidatta, iniziata a 9 anni con il padre, bassista.
Dopo la militanza in vari gruppi rock-blues, nel 2003 partecipa e vince il concorso Blues from Sardinia al Narcao Blues Festival con il suo primo gruppo, i Blujuice.
Nel 2004 apre il concerto di John Mayall al Narcao Blues Festival.
Nello stesso anno intraprende la carriera solista come "One Man Band" di blues acustico, suonando vari strumenti tra cui chitarra acustica, chitarra resofonica, banjo, weissenborn, washboard e armonica.
Nel suo repertorio iniziale, oltre alle cover in acustico dei classici brani blues, reinterpreta, in chiave blues, brani rock di artisti come Neil Young e Jimi Hendrix. Il suo stile parte da una rispettosa lettura della tradizione del blues rurale a cui aggiunge elementi mutuati da altri generi come soul, funk o rock.
Il suo esordio discografico avviene nel 2007 con l'album Blues Journey per la Groove Company. Dopo l'uscita dell'album, l'artista partecipa a diversi festival blues italiani in cui duetta con Guy Davis, Roy Rogers Kevin Welch, Andy J. Forest, Bob Stroger, Eugenio Finardi, Watermelon Slim ed Eric Bibb. Apre inoltre i concerti di Johnny Winter, Robben Ford, Joe Bonamassa, Charlie Musselwhite, Sonny Landreth, The Derek Trucks Band, The Fabulous Thunderbirds, Brent Mason, The Holmes Brothers, Junior Watson, John Nemeth, Otis Grand.
Nello stesso anno entra a far parte del gruppo di Davide Van De Sfroos col quale si esibisce in diverse tournée che lo portano sui palchi del Mediolanum Forum di Assago e del Teatro Ariston di Sanremo per il Premio Tenco, fino alle registrazioni in studio per il disco Yanez uscito nel 2011.
Nel 2008 si aggiudica il primo premio al festival "Out of the Blue's" di Samedan, in Svizzera.

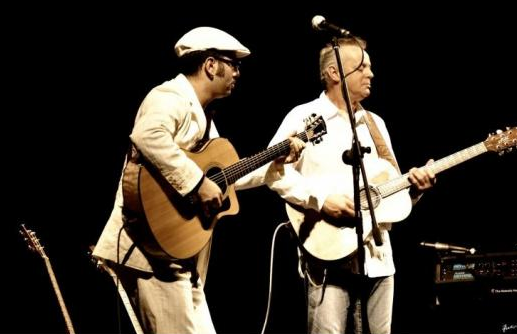
Francesco Piu e Tommy Emmanuel

Nel 2009 partecipa e vince il concorso al Delta Blues Festival di Rovigo legato all'International Blues Challenge di Memphis, Tennessee, dove l'artista ha poi rappresentato l'Italia nel contest mondiale nell'edizione del 2010. Poco prima (novembre 2009) si esibisce col chitarrista australiano Tommy Emmanuel sul palco del Teatro Lirico di Cagliari.
Nel 2010 pubblica l'album dal vivo Live at Amigdala Theatre registrato all'Amigdala Theatre di Trezzo d'Adda accompagnato da Pablo Leoni alla batteria e Davide Speranza all'armonica. L'album si aggiudica la Palma di miglior cd 2010 alla seconda edizione del Premio Nazionale Radio Trampa, dedicato alle produzioni indipendenti.
Durante lo stesso anno partecipa a numerosi festival nazionali ed esteri tra cui il Pistoia Blues Festival nel quale apre i concerti di Jimmie Vaughan e Robert Cray, il Black and Blue (opening act per Larry Carlton), il Magic Blues in Svizzera, il Santa Blues de Tenerife come chitarrista della cantante statunitense Sandra Hall e il Blues Au Chateau in Francia.
Nel 2011 è in tour teatrale come opening act della Treves Blues Band. Nel novembre dello stesso anno si aggiudica il Premio Maria Carta.

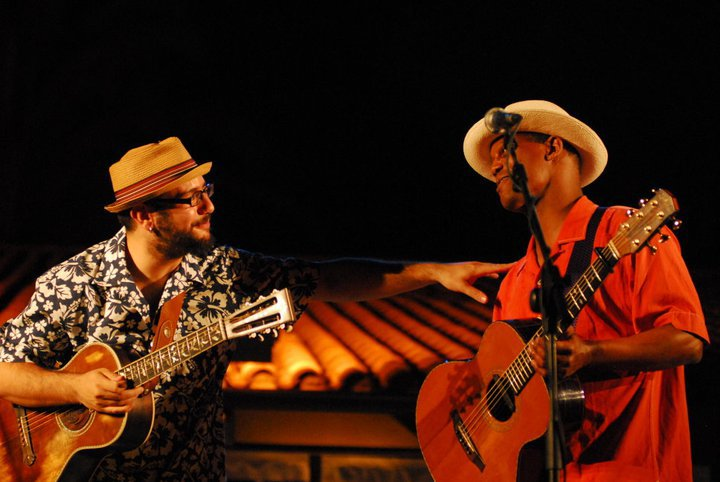
Francesco Piu e Eric Bibb in concerto

Nel 2012 pubblica il suo secondo album Ma-Moo Tones, prodotto dal bluesman newyorkese Eric Bibb., che viene apprezzato dalla critica e che viene inserito tra i migliori 10 dischi dell'anno per la rivista Buscadero.
L'artista inizia una serie di concerti che includono una tournée in Canada, in cui si esibisce nel rinomato locale El Mocambo, in Francia (vari festivals tra cui Cognac Blues Passions), Spagna, Regno Unito, Norvegia, Svizzera e Germania aprendo i concerti di Albert Lee.
Nel 2014 pubblica Live at Bloom, registrato nell'omonimo locale brianzolo, album in cui l'artista sperimenta sonorità più elettriche, utilizzando una chitarra ibrida con due corde di basso, la Reani Guitarbass.
Nello stesso anno l'associazione Italian Blues River gli conferisce il premio "Gianni Mangione Blues Award".
A gennaio 2015 inizia il primo tour statunitense che lo porta ad esibirsi in Mississippi (Club Ebony ad Indianola, Ground Zero, Shack Up Inn e Red's Juke Joint a Clarksdale), Tennessee (Center for Southern Folklore a Memphis) e California (House of Blues a Los Angeles e Biscuits and Blues a San Francisco) e registrare al Sun Studio di Memphis.
Nel 2016 l'artista ha pubblicato un nuovo album Peace & Groove i cui testi sono stati scritti assieme allo scrittore sardo Salvatore Niffoi.

## Discografia

### Album in studio
- 2006 - Bedroom Blues (autoprodotto)
- 2007 - Blues Journey (Groove Company)
- 2012 - Ma-Moo-Tones (Groove Company)
- 2016 - Peace & Groove (Appaloosa)
- 2018 - The Cann O'Now Session ediz numerata record store day (Appaloosa)
- 2019 - Crossing (Appaloosa)

### Album dal vivo
- 2010 - Live at Amigdala Theatre (Groove Company)
- 2014 - Live at Bloom (Groove Company)

1. 1 2 3  NARCAO BLUES - Il vero blues sbarca in Sardegna Archiviato il 5 luglio 2012 in Internet Archive.
2. ↑   Copia archiviata, su bielle.org. URL consultato il 28 febbraio 2015 (archiviato dall'url originale il 9 gennaio 2015).
3. ↑   Folkclub - Francesco Piu Trio, su folkclub.it. URL consultato il 15 marzo 2012 (archiviato dall'url originale il 19 marzo 2012).
4. ↑  Francesco Piu - Ma-Moo Tones :: Le recensioni di OndaRock
5. ↑   Blues, Italian Style Francesco Piu | Center for Southern Folklore Hall | Blues/Jazz | Memphis News and Events | Memphis Flyer, su m.memphisflyer.com. URL consultato il 28 febbraio 2015 (archiviato dall'url originale il 4 marzo 2016).
6. ↑  http://www.rootshighway.it/italy/piu_peace.htm